# Gare de Lasne
 (août 2024).
Si vous disposez d'ouvrages ou d'articles de référence ou si vous connaissez des sites web de qualité traitant du thème abordé ici, merci de compléter l'article en donnant les références utiles à sa vérifiabilité et en les liant à la section « Notes et références ».
La gare de Lasne est une ancienne gare vicinale belge de la Société nationale des chemins de fer vicinaux (SNCV) de la ligne W Bruxelles - Braine-l'Alleud / Wavre située dans la commune de Lasne en province du Brabant wallon.

## Histoire
La gare de Lasne est mise en service à l'origine sur la ligne vicinale à traction vapeur Braine-l'Alleud - Wavre mise en service en 1898, elle sert également de dépôt pour la ligne. L'ensemble comprend un bâtiment voyageur ainsi que des remises à voitures et locomotives pour servir au dépôt de la ligne Braine-l'Alleud - Wavre,.
Au début des années 1930, la SNCV électrifie la ligne Bruxelles - Waterloo du réseau de Bruxelles et étend l'électrification à la ligne Braine-l'Alleud - Wavre en fusionnant l'exploitation de cette dernière avec la ligne bruxelloise avec un tronc commun entre Bruxelles et le Monument Gordon à Waterloo et deux antennes l'une vers la gare de Braine-l'Alleud et l'autre vers gare de Wavre.

## Patrimoine ferroviaire
À la suite de la suppression de la ligne, le dépôt a continué d'être utilisé et l'ensemble est aujourd'hui désaffecté.